# ざまぁKANKAN!
『ざまぁKANKAN!』（ざまぁカンカン）は、1988年10月3日から1990年9月14日まで、読売テレビが放送したバラエティ番組。放送時間帯は毎週月曜から金曜の17:00 - 18:00の1時間。

## 概要
当番組の開始前、関西の平日の夕方では、吉本興業に所属する、ダウンタウン司会の「4時ですよーだ」（毎日放送）や同じく吉本所属の清水圭・和泉修司会の「素敵!KEI-SHU5」（関西テレビ）が放送されており、当時の若者に人気を博していた。これらに刺激された読売テレビが、当時松竹芸能が売り出していた森脇健児と山田雅人をメインに据え、対抗して打ち出した若者向け公開バラエティ番組が当番組である。
番組タイトルは色々候補が挙がっていたが、最終的に「バラベソテレビ」「おはよう!ゴジ（5時）バチョフ」（当時ソ連の最高指導者であったミハイル・ゴルバチョフを捩ったもの）「ざまぁKANKAN!」の中から「ざまぁKANKAN!」が選ばれた。

### 番組構成
番組は大阪市中央区の読売テレビ本社第2スタジオ（本社内で2番目に広いスタジオ）からの生放送。
前出の他局の番組が吉本特有の破天荒な番組構成で放送されたのに対し、『ざまKAN!』は番組開始当初、「ハガキ、読みます!」と視聴者から送られてきた葉書をボツなしで読むということだけに徹底した。これは、当時読売テレビで放送されていた『鶴瓶上岡パペポTV』の構成を担当した放送作家疋田哲夫によるアイディア。トーク中、森脇と山田の間に置かれたテーブルには、番組宛てに届いた葉書の山が幾つもあった。ただ、その後は少しずつ葉書が読まれる枚数も減っていき、終いには何千枚と来る葉書の処理に困って借りてきたヤギに食べてもらったという。
この時期のローカル番組としては珍しく、全てステレオ放送。トークの合間全てに洋楽を流すなど、全体としてラジオ番組的なテイストを醸し出していた。ちなみにトークの合間のBGMは、アメリカの音楽雑誌『ビルボード』の「HOT100」にランクインしているアルバムの中から番組の雰囲気に合った曲をプロデューサーの白岩久弥自身が選曲して使用していた。また、番組中に使用した洋楽BGMの曲名・アーティスト名は一部を除き、テロップで表示されていた。
通常時間帯の番組だけでなく、春（改編期）と夏（『24時間テレビ 「愛は地球を救う」』開始前）の土曜日にもスペシャル版として放送されていた。ただし、この時は読売テレビ横の駐車場に大型のテントを張ってライブ形式にしていた。
1989年秋頃からは企画ものが増え、ドラマ仕立てのVTRコント（『ビバリーヒルズ・コップ』をもじった「ヒバリーが丘花屋敷コップ」、ホームドラマ「山田家の人びと」など）、視聴者が参加して歌や特技を披露する企画（「5時のヒットスタジオ」、「いきなり何でも自慢」）や若手を集めて一発芸を披露する「メケノハカマカイェー（元は「キャサリンの秘密」を一発ダジャレコーナーと勘違いして送られてきたハガキを読む企画であった。後に若手の一発ギャグを披露する企画に変わった）」、「ギャグストロイカ」などの企画なども加えられたが、1990年9月末で番組打ち切りが決定。最後の1週間は収容人数の多い第1スタジオから生放送された。
1990年9月14日に「山田雅人・森脇健児 史上最大のLIVE ～ざまぁKANKAN!FINAL SPECIAL～」と題した最終イベントでは、大阪城ホールで1万人を動員する。

## 出演者
- 森脇健児、山田雅人、タージン（リポーター、和光プロダクション所属）、川下大洋（現・吉本興業所属）、いま寛大
- 番組中期以降は松竹芸能や大滝エージェンシーなど、吉本以外に所属している若手芸人や、笑福亭鶴瓶の弟子らが番組レギュラーとして出演していた。高田伸彦がお悩み相談コーナーに出演していたこともある。
  - 大阪キッズ（後によしもとクリエイティブ・エージェンシー所属、解散）、シンデレラエキスプレス、小川恵理子、成知由梨、笑福亭達瓶、笑福亭瓶太、亀井真司、こうのきよし（当時の表記は本名の「鴻野潔」）
  - 大滝エージェンシー所属タレント（当時） - 岩崎なおあき（当時の表記は本名の「岩崎直哲」）、マース増成、武蔵と小次郎
  - 番組エンディング告知担当：住吉里美 → 藤岡久美子（※かつて三桂に所属し、同じ夕方枠の『屋台の目ぇ』（毎日放送）などに出演していた藤岡久美子とは別人。こちらの本職は声優である）
  - ほか

## テーマ曲
GO-BANG'S
- 「ざまぁKANKAN娘」（1988年10月 - 1989年4月）
- 「ざまぁカンカン!TVショー」（1989年5月 - 1990年6月）

成知由梨
- 「MESO-KUYOバイビー!」（1990年7月 - 1990年9月）

### コーナーテーマ曲
- 「キャサリンの秘密」→ザ・ビートルズ「オブラディ・オブラダ」（一時期視聴者からのリクエスト制となり、その後ジェイソン・ドノヴァンの「TIME HEALS」に変更される）
- 「失恋伝言板」（失恋した相手へのメッセージをハガキに書いて番組宛に送り、森脇・山田に読んでもらうコーナー）→プリンセス・プリンセス「M」
- 「山田家の人びと」→『魔女の宅急便』サウンドトラックより「パン屋さんの窓」
- ほか

## スタッフ
- 構成：疋田哲夫、上田信彦
- ブレーン：鹿児島俊光、藤本多賀雄、土井武志
- チーフプロデューサー：岡島英次
- プロデューサー：白岩久弥
- チーフディレクター：山岸正人
- ディレクター：山田典昭
- VTR取材ディレクター：藤木康彰、南中伸一郎、木部勇一、黒田洋行、武野一起、森本豊、菊井徳明
- フロアディレクター：高津英泰、幸田敏哉
- サブディレクター：藪亀かおり
- 制作協力：松竹芸能
- 制作著作：よみうりテレビ